# Népi írók
Népi írók avagy népi mozgalom a 20. század húszas-harmincas éveinek Magyarország határain is átívelő radikális eszmei, irodalmi és művészeti áramlata volt, sőt még a második világháborút követő években is hatott. A „népi írók” nem az irodalomtörténészek által utólag kitalált kifejezés, sokkal inkább önmeghatározás jellegű, sok író tudatosan alkalmazta önmagára, legalábbis életének valamely szakaszában.

## Céljuk
A „népi” kifejezés, amelyet ez a laza szerkezetű írócsoportosulás önmeghatározásként használt, egyszerre volt ellentéte a „városi”, és az „úri” jelzőknek is; a népi írók többsége kritikusan viszonyult mind a Horthy-korszak „úri” elitjének országlásához, mind ennek urbánus, polgári és sok esetben polgári radikális ellenzékéhez (az előbbi emblematikus folyóirata a Napkelet, utóbbié a Nyugat volt). Műveik jellemző témáját a szegény sorsú néprétegek, az ebben az időben erősen agrárország jellegű Magyarország lakosságának jelentős részét kitevő szegény sorsú, egyszerű emberek mindennapjaiból merítették, s céljuk nem csupán az ábrázolás, hanem a szociális problémák köztudatba emelése és megoldásának elősegítése volt. Népiek voltak abban a tekintetben is, hogy sok kiemelkedő képviselőjük a paraszti sorból – gyakorta önképzés útján – emelkedett ki.
Jellemző műfajuk volt a szociográfia, vagyis a tudományos és egyben irodalmi igénnyel megírt, társadalmi kérdéseket boncolgató – elsősorban egy társadalmi csoport életét bemutató – leíró tanulmány. Sok népi író, társadalmi problémák iránti érdeklődésével összefüggésben, aktívan politizált. A népi mozgalom tagjai elsősorban a Független Kisgazdapárt és a Nemzeti Parasztpárt tevékenységében vettek részt, de többen csatlakoztak a kommunistákhoz vagy a nyilasokhoz is. „Irányzatosság” szempontjából a népi írók fikciós művei a naturalizmus, a realizmus és sokszor a mágikus realizmus jegyeit viselik magukon.
A népi írók nem alkottak jól szervezett és egységes mozgalmat, különösen politikai szempontból nem, sőt a mozgalom ideológiailag szélsőségesen megosztott volt. A fennálló rendszer iránti kritikus szemlélet és a magyarság közös problémái – a Trianon által okozott szétszakítottság, a keleten és nyugaton formálódó diktatórikus ideológiák (amelyeknek az ország önállóságára súlyos veszélyt jelentő voltát korán felismerték), az elmaradottság, a földműveléssel foglalkozó széles néprétegek nyomora – közös gondolkodásra késztette őket, de e minimális közös nevező mellett a megoldásokat más-másféleképp képzelték. A mozgalom, amely kezdetben erősen baloldali jellegű volt, hamar alszárnyakra bomlott. Némely népi író az ekkoriban pártokká formálódó szélsőjobboldalhoz (Sértő Kálmán, Erdélyi József), néhányuk a szélsőbaloldalhoz csatlakozott (Veres Péter, Erdei Ferenc), a centrumra főleg a Németh László által meghirdetett "harmadikutas minőségszocializmus" volt hatással. A háború és a szovjet megszállás érthető okok miatt gyakorlatilag eltörölte a mozgalmat – többek között az a társadalmi rendszer is megszűnt, amely a mozgalmat életre hívta – egykori tagjainak változatos sors jutott a Rákosi-, s akik megérték, a Kádár-rendszerben. Néhányukat meghurcolták nyilas voltuk miatt, egyikük, Erdei Ferenc, agrárminiszter, majd akadémikus lett, mások kevésbé látványosan, vagy épp kisebb döccenőkkel beilleszkedtek az új rendbe (Veres Péter, Illyés Gyula), és folytatták írói munkásságukat; néhányan a kül- vagy belhoni emigrációt (az időleges hallgatást) választották (Kodolányi János, Kovács Imre, Féja Géza, Sinka István).

## Jellemzői
A „népi irodalom” nem feltétlenül jelent olyan „népiességet”, mint amilyet például Móricz Zsigmond egyes műveiből ismerünk. Egy, a népi irodalomba tartozó írót/művet elsősorban tárgya és nem stílusa tesz idetartozóvá. Ismerünk olyan, a népi írók közé sorolt költőt (Szabó Lőrinc), aki egyáltalán nem „népies”, hanem épp elvont, modern lírát művelt, de részt vett a népi írók egyik estjén, és ettől kezdve a mozgalomhoz sorolták. A számtalan népi író közül kiemelkedik a határon túlról például Tamási Áron, az anyaországból pedig Móricz Zsigmond, Sértő Kálmán, Erdélyi József, Sinka István, Veres Péter, Illyés Gyula, Féja Géza, Kodolányi János, és Németh László, akit a mozgalom központi (iránymutató) alakjának szokás tekinteni, és aki olyan alapvető jelszavakat adott a mozgalom centruma számára, mint „a minőség forradalma”, vagy „a harmadik út”.
A népi mozgalom nem csak az irodalomra terjedt ki. A zenében Kodály Zoltán és – a népi írók által jobbára szinte istenített – Bartók Béla, a képzőművészetben Fáy Aladár tekinthető a mozgalom képviselőinek.
Féja Géza egy könyv alakban is megjelent tanulmányában a népi írók mozgalmának elődei közé sorolta Petőfit, Adyt és Szabó Dezsőt.

## Története
A nép mozgalom története a népi írók 1931-es zászlóbontásával kezdődött Debrecenben. 1932-től megjelent Németh László Tanú c. egyszemélyes folyóirata. 1933-ban Illyés Gyula Pusztulás c. Nyugatban megjelent írása nagy vitát gerjesztett. 1935-ben az Új Szellemi Front, 1937-ben a Márciusi Front, 1939-ben a Nemzeti Parasztpárt megalakítása, majd 1943-ban a balatonszárszói konferencia jelzi a népi mozgalom állomásait.

## Népi írók listája
- Barsi Dénes
- Cserhát József
- Darvas József
- Erdei Ferenc
- Erdélyi József
- Féja Géza
- Gombos Gyula
- Gulyás Pál
- Illyés Gyula
- Juhász Géza
- Kodolányi János
- Kovács Imre
- Móricz Zsigmond
- Molnár József
- Nagy Lajos
- Németh László
- Sinka István
- Sértő Kálmán
- Szabó Pál
- Szabó Zoltán
- Tamási Áron
- Veres Péter

### A népi irodalom folyóiratai és kiadói
- Válasz
- Kelet Népe
- Magyar Út
- Magyar Napló
- Tanú
- Magyar Élet
- Püski Sándor